# Demon's Souls
Demon’s Souls je videohra od Japonského studia FromSoftware, kteří pracovali na hrách jako Dark Souls, Bloodborne, Sekiro: Shadow Die Twice, nebo King’s Field. Všechny zmíněné hry jsou známé svojí obtížností a velice kryptickým a složitým příběhem. Poprvé byla vydaná 5. 2. 2009 jako jedna z mnoha exkluzivit na PlayStation 3, Sony ji málem nechtělo vydat, protože si mysleli, že hra je moc složitá a hráči ji kvůli tomu nebudou chtít hrát, ale opak se stal pravdou ze hry se stal okamžitý hit v Japonsku a díky tomu byla vydána i v Evropě a Americe.
Remake od Bluepoint Games byl vydán jako exkluzivní titul pro PlayStation 5 v listopadu 2020.

## Hratelnost
Demon’s Souls je semi open world RPG. Tato hra v podstatě začala nový pod žánr RPG her a to takzvané souls hry (hry s vysokou obtížností, lineárním světem, a příběhem který je vyprávěn skrze prostředí a popisem předmětů). Základní souboj je jednoduchý na pochopení, ale chvilku potrvá než si na něj hráč zvykne. Nejznámější a nejdůležitější částí souboje je takzvaný roll, během něho je hráč na malou chvíli nezranitelný a útoky procházejí skrz něj. Další alternativou pro vyhnutí útoku oponenta je vyblokovat ho pomocí štítu. Tuto možnost používají hlavně začátečníci, kteří s hrou teprve začínají. Hráč má dva hlavní útoky těžký a lehký útok – těžký dává více a poškození, ale je pomalejší a lehký útok je rychlejší, ale dává menší poškození. Animace útoku se nedají zrušit a hráč si tedy musí dobře rozmýšlet co udělá, jako další krok. Ve hře je i magie, která je nesmírně efektivní proti všemu. Hráč si jednoduše musí udržet odstup od všeho a magie udělá ostatní. Magie a zbraně se dají najít všude po světě, nebo koupit od obchodníka.

## Vývoj
Hlavním vývojářem Demon’s Souls byl Hidetaka Miyazaki, který si nejvíce nechal inspirovat sérií King’s Field na které, také pracoval FromSoftware. Hlavně se inspiroval jejím temným zasazením a náročnou obtížností. Hra byla plánovaná jako návrat ke starým RPG titulům jako právě King’s Field nebo Wizardry. Protože hra byla vydávána pod Sony, FromSoftware si musel dávat pozor na obtížnost hry a spousta věcí bylo zamlčeno, kvůli obavám Sony o obtížnosti. Během stejného roku vyšel také Ninja Blade u kterého hrajete za ninju a bojujete proti různým nestvůrám. Hra byla absolutní propadák, proto bylo důležité aby Demon’s Souls byl kvalitní a úspěšný titul, který navrátí FromSoftware jejich reputaci. Z Demon’s Souls se stal hit a pomohl tím u vývoje a vydání Dark Souls, které dostalo FromSoftware mezi nejlepší herní studia na světě.

## Příběh
Hra nevypráví příběh skrze klasické dialogové animace. Jediná hlavní animace je na začátku hry a po zabití prvního bosse po kterém je nutno promluvit si s Monumentálem, který dá hráči hlavní úkol na záchranu světa. Jinak se příběh vypráví skrz prostředí, popisem sebraných věcí a velice strohými dialogy s několika charaktery které hráč potká ve světě. Před dávnými časy se do světa probudil The Old One. Mytické stvoření s nepředstavitelnou mocí a pomocí svých démonů roztrhal zemi na několik kusů a poté vyhladil polovinu lidstva. Naštěstí se Monumentálům podařilo uspat The Old One, rozdělit zemi na několik oblastí a vrátit život tam kde nebyl, poté nařídili postavit několik archstonů po celém světě. Všechny tyto archstony byly propojeny s hlavním archstonem, který fungoval jako křižovatka.
Uprostřed říše reality a smrti existuje místo známé jako Nexus, místo pro duše, které doufají, že získají zpět svá těla. Pod tímto Nexusem spí The Old One a nabízí nekonečnou prosperitu tomu kdo se mu oddá. Boletarský král Allant XII. se mu naivně oddá, aby svému království tuto prosperitu přinesl, místo prosperity ale Boletarii přinesl chaos a neštěstí v podobě husté bílé mlhy, která se rozšířila po celém světě. Já jako hrdina, který projde tuto mlhu máme za úkol zabít pět hlavních démonů, takzvaných archdémonů a skrze jejich moc se dostat k The Old One a opět ho uspat.

## Svět
První oblast do které se podíváme (pokud si zvolíte možnost zahrát si tutoriál) je tutoriálová oblast, která naučí hráče všemu podstatnému. Tato oblast má jednoho bosse a pokud na něm hráč umře, nejde se k němu vrátit po celou hru. V Nexusu si hráč může vylepšovat svoji postavu a zbraně, také odtud cestuje do všech ostatních lokací. Těchto lokací je ve hře pět – Boleteria Palace, Stonefang Tunnel, Tower of Latria, Shrine of Storm a Valley of Defilement. Do těchto lokací se hráč dostává pomocí archstone, které jsou rozmístěny v Nexusu.

## Boleteria Palace
První a pravděpodobně poslední lokace do které se hráč podívá. Odehrává se v Palaci krále Alantha. Jako jediná lokace má čtyři bosse a ne tři. (Phalanx, Tower knight, Penetrator a King Alanth).
Phalanx
Velký blob slizu který je obklopen menšími bloby. Samotný Phalanx nic nedělá, ale jeho bojovníci ho brání svým životem. Jako taktika se na něj používá Turpentine (látka která udělá z jakékoliv zbraně ohnivou zbraň), nebo ohnivé bomby.
Tower Knight
Obrovský rytíř, který se tyčí do výšky devíti metrů a kolem hradeb má spoustu vojáků s kušemi kteří ho brání. Poté co hráč projde skrze mlhovou stěnu odehraje se cutscéna ve které je vidět nepřítel jménem Fat Offical (tlustý úředník), který přikáže Tower Knihtovi a ostatním vojákům aby nás zabili a poté uteče.
Penetrator
Vysoký rytíř v nádherné zbroji a s dlouhým červeně žhnoucím mečem. Poté co hráč vběhne do boss fightu, odehraje se cutscéna kdy Penetrator zabije Fat Officala z Tower Knight boss fightu.
Old King Alanth
Poslední boss oblasti a jeden z nejsložitějších bossů celé hry. Rychlý, agresivní bojovník, který má velkou paletu útoků z čehož jeden z nich umí chytnout hráče a vysát mu všechny jeho levely. Toto není pravý Král, ale jenom jeho podoba jak vypadal v minulosti. Pravý král se schovává jinde.

## Stonefang tunnel
Ohnivé jeskyně, kde se těží mnoho surovin, které hráč může využít na vylepšení jeho zbraní. Sídlí zde 3 bossové (Armor Spider, Flamelurker a Dragon God). Také zde žije druhý kovář hry, který dokáže dělat boss zbraně pomocí jejich duších, ale k tomu potřebuje duši Flamelurkera. Také zde žije důležitý obchodník, které prodává ty nejdůležitější suroviny na vylepšení zbraní.
Armor spider
Obrovský obrněný pavouk, který hlídá jeden z mnoha tunelů a odstřeluje hráče nejprve z dálky a poté ho seká svýma nohama.
Flamelurker
Velká ohnivá opice, která hlídá hlavního bosse celé oblasti. Rychlý vysoce agresivní, neúprosný boss, který nedá nic hráči zadarmo a jeho rány opravdu bolí. Jeho slabinou je magie.
Dragon god
Největší boss celé hry. Dračí bůh vypadá a zní strašně a naznačuje, že tady hráč bude dlouho, ale opak je pravdou více než boj jeden na jednoho, tak se hráč musí plížit za sloupy a podle jeho očí musí vidět jestli ho drak vidí nebo ne. Pokud se hráč proplíží na jednu stranu tak musí použít velkou harpunu která zasáhne draka do ramene a ubere mu trochu nad polovinu životů. Toto hráče čeká ještě jednou a když je Drak zasažen dvakrát harpunou, padne k zemi a hráč ho musí dokončit ručně.

## Tower of Latria
Nejprve velké, temné, strašidelné vězení, které vede na vrchol jedné z mnoha věží, které se tyčí z hnusné, zamořené bažiny. V té nejvyšší z nich sídlí veliké nabobtnané srdce, které blokuje cestu dál. Hráč nejprve musí rozbít dva řetězy, které ho drží ve vzduchu. Celá oblast obsahuje tři bosse, Fools Idol která sídlí na konci vězení, Man Eaters a Old Monk.
Fools Idol
Před bojem s tímto bossem hráč musí nejprve zabít služebníka, který dělá nějakou magii nad boss místností, jinak se boss bude pořád oživovat a nepůjde zabít. Boss je žena která se umí klonovat a střílí na hráče magii. Poté co je boss poražen hráč je odnesen třemi Gargoili do vyšší Latrie.
Man Eaters
Dva Gargoilové kteří hlídají hlavního bosse oblasti. Nejprve hráč bojuje s jedním a po asi půlce životů prvního bosse se přidá i druhý. Boss místnost je vcelku úzká a na obou stranách jde spadnout. Man Eaters pořád létají kolem a vždy na chvíli dosednou a bojují s hráčem na přímo.
Old Monk
Hlavní boss oblasti. Pokud hráč hraje v offline modu boss bude pouze normální NPC, když ale hráč je v online modu může zde narazit na jiného hráče se kterým poté bojuje. Hra je ovšem stará již dvanáct let a aby hráč potkal reálného hráče musí mít štěstí.

## Shrine on Storms
Oblast kde bouře nikdy neutichá, nebe se hemží létajícími rejnoky, kteří na hráče střílejí šípy, na zemi rollují kostlivci, kteří mají zbraně od luku, až po masivní sekáčky. Také tady jsou další tři bossové, Adjudicator, Old Hero a King of The Storm.
Adjudicator
Boss schovávající se v místnosti která je oproti jeho tlustému tělu malá a skoro se zde neotočí. Na první pohled se může zdát, že to je jenom velký, tlustý chlap, ale doopravdy je jeho tělo ovládáno malým ohnivým ptáčkem, který sídlí na jeho hlavě. Nejde zranit normální cestou, prvně musí hráč mlátit do specifického místa, aby ho položil na kolena a poté mohl mlátit do daného ptáčka za velký počet poškození.
Old Hero
Poprvé, když hráč vejde do jeho arény uvidí cutscénu, kdy Old Hero rozrazí skálu do které byl zatavený. Samotný boss je slepý a orientuje se jenom podle zvuků, spoustu času Old Hero seká pouze do prázdna a hledá hráče ale pokud ho uslyší tak nemá slitovaní jeho dlouhý zahnutý meč umí rozseknout i sloupy v místnosti.
King of Storm
Obrovský rejnok který plachtí vzduchem a střílí na hráče modré šípy. Ale nejprve než hráč s ním může bojovat, musí najít legendární zbraň Storm Ruler se kterou může porazit Krále bouře.

## Valley of Defilement
Tato bažina je místem odpočinku pro ty co byly již dávno zapomenuti. Plná jedu a moru a nepřátel, kteří nemají slitování. Nejdříve hráč musí pomalu a opatrně slézt skrze dřevěné a poničené městečko, které je umístěno v dlouhé průrvě. Poté co hráč sleze, čeká ho velká rozsáhlá bažina plná silných nepřátel, jedu, moru, to ale není to nejhorší s čím se musí hráč vypořádat. Celá oblast má tři bosse, Leechmonger, Dirt Collosus a Maiden Astrea.
Leechmonger
Velké torzo s dvěma chapadly, které je uděláno pouze z pijavic. Ani jednou se nepohne ze svého místa a jenom na hráče hází pijavice které mu dávají mor.
Dirt Collosus
Hromada hlíny ve tvaru člověka s dřevěným brněním, jeho slabinou je oheň který je proti němu extrémně efektivní.
Maiden Astrea
Poslední boss oblasti, krásná blonďatá žena, která má čistou duši. Přišla do tohoto údolí s jejím rytířem Garl Vinlandem aby pomohla všemu co zde žije, ale nikdo jí už nikdy neviděl. Samotná Astrea s hráčem nebojuje, ale její rytíř ji brání, až do jeho skonání. Když rytíř zemře Astrea se nebrání a dá svojí duši hráči dobrovolně. Během boje hraje nádherná, ale smutná hudba kvůli které je tento boss tak známý.

## Konec hry
Jakmile hráč zabije všech pět Archdemonů a získá jejich duše. Může konečně vstoupit skrze Nexus k The Old One. Nepředstavitelně obrovské zvíře podobné červu, ale místo jeho kůže má stromy, dřevo a jsou do něj nabodány kovové stožáry. Maiden in Black ho přiláká k sobě, aby mu hráč mohl vlézt do útrob. Zde je poslední boss hry, pravý král Alanth, který se proměnil do něčeho co je podobné slimáku se zvláštní hlavou a dvěma rukama ve kterých drží jeho meč Soulbrand. Nejednodušší boss celé hry, má pomalý pohyb a útoky, hráč ho zabije na pár zásahů, tento boss je ale brán jako ukázka potrestání krále Alantha a je zde kvůli příběhu a ne boji. Poté co hráč porazí posledního bosse hry, má dvě možnosti - zabít Maiden in Black aby nemohla uspat The Old One, díky tomu by se hráč stal novým démonem a sbíral by duše pro The Old One. Nebo nechat Maiden in Black, aby ho uspala a zbavit tím již zničený svět, mlhy a dalšího trápení, Hráč bude vysvobozen z Nexusu.